# Ziba astyagis
Ziba astyagis is een slakkensoort uit de familie van de Mitridae. De wetenschappelijke naam van de soort is voor het eerst geldig gepubliceerd in 1860 door Dohrn.